# 134 (număr)
134 (o sută treizeci și patru) este numărul natural care urmează după 133 și precede pe 135.

## În matematică
- Este un număr compus, având divizori 1, 2, 67, 134. Este și un număr semiprim[2][3] (este produsul 2 x 67).
- Este un număr Erdős-Woods[4][5]
- Este un număr nontotient, deoarece ecuația φ(x) = {\displaystyle 134} nu are soluții.[6]
- Este un număr noncototient, deoarece ecuația x - φ(x) = {\displaystyle 134} nu are soluții.[7]
- Scris cu cifre romane, este un număr Friedman: CXXXIV = XV * (XC/X) - I.
- Este rezultatul calculului {\displaystyle {}_{8}C_{1}+{}_{8}C_{3}+{}_{8}C_{4}}.

## În știință
- Este numărul atomic al untriquadiumului, un element ipotetic.

### Astronomie
- NGC 134, o galaxie spirală din constelația Sculptorul.
- 134 Sophrosyne, o planetă minoră (asteroid) din centura principală.
- 134P/Kowal-Vávrová, o cometă descoperită de Kowal și Vávrová.

## Alte domenii
O sută treizeci și patru se mai poate referi la:
- Sonetul 134 de William Shakespeare.